# Kecskerágóformák

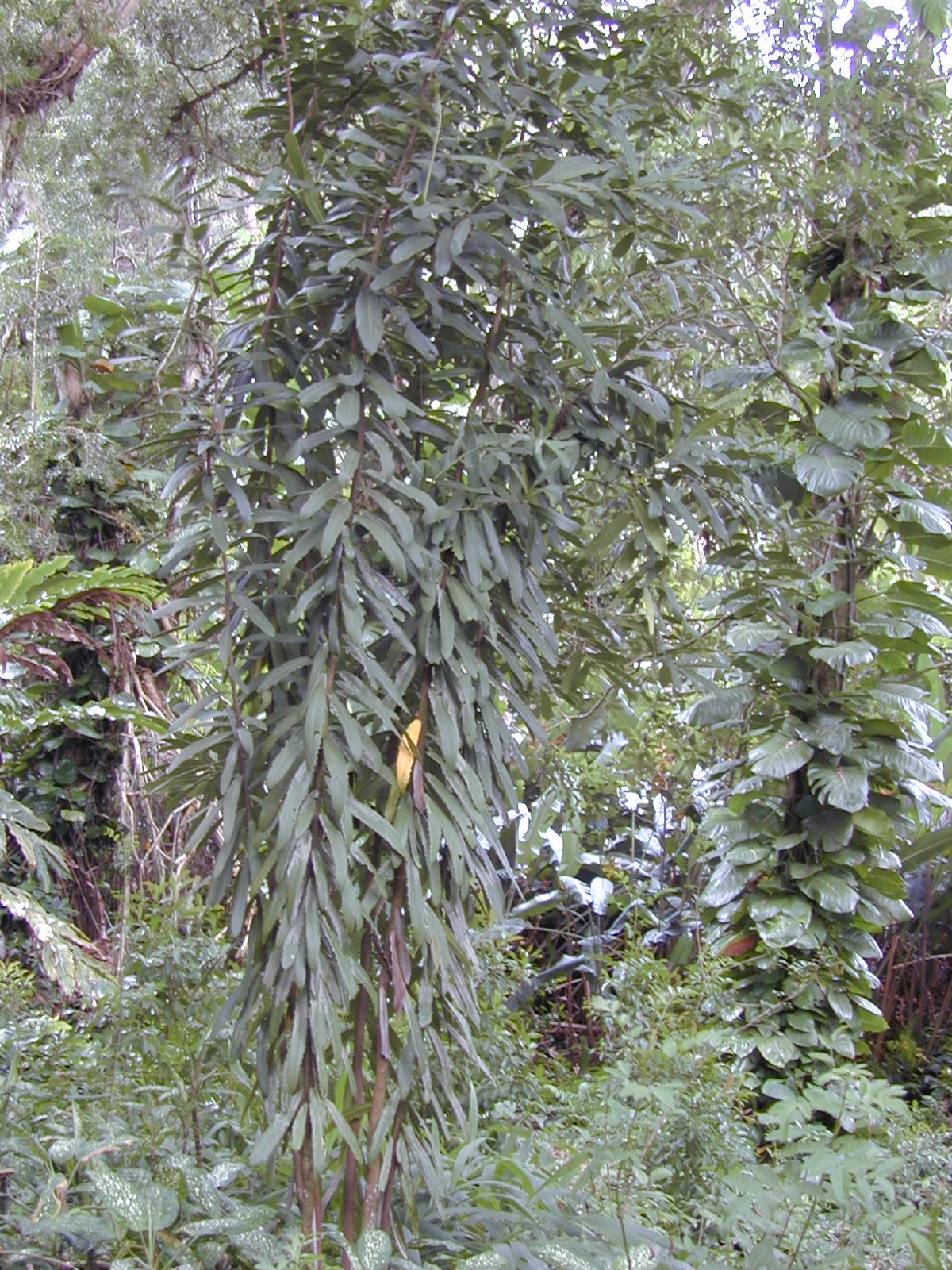
Brexia madagascariensis

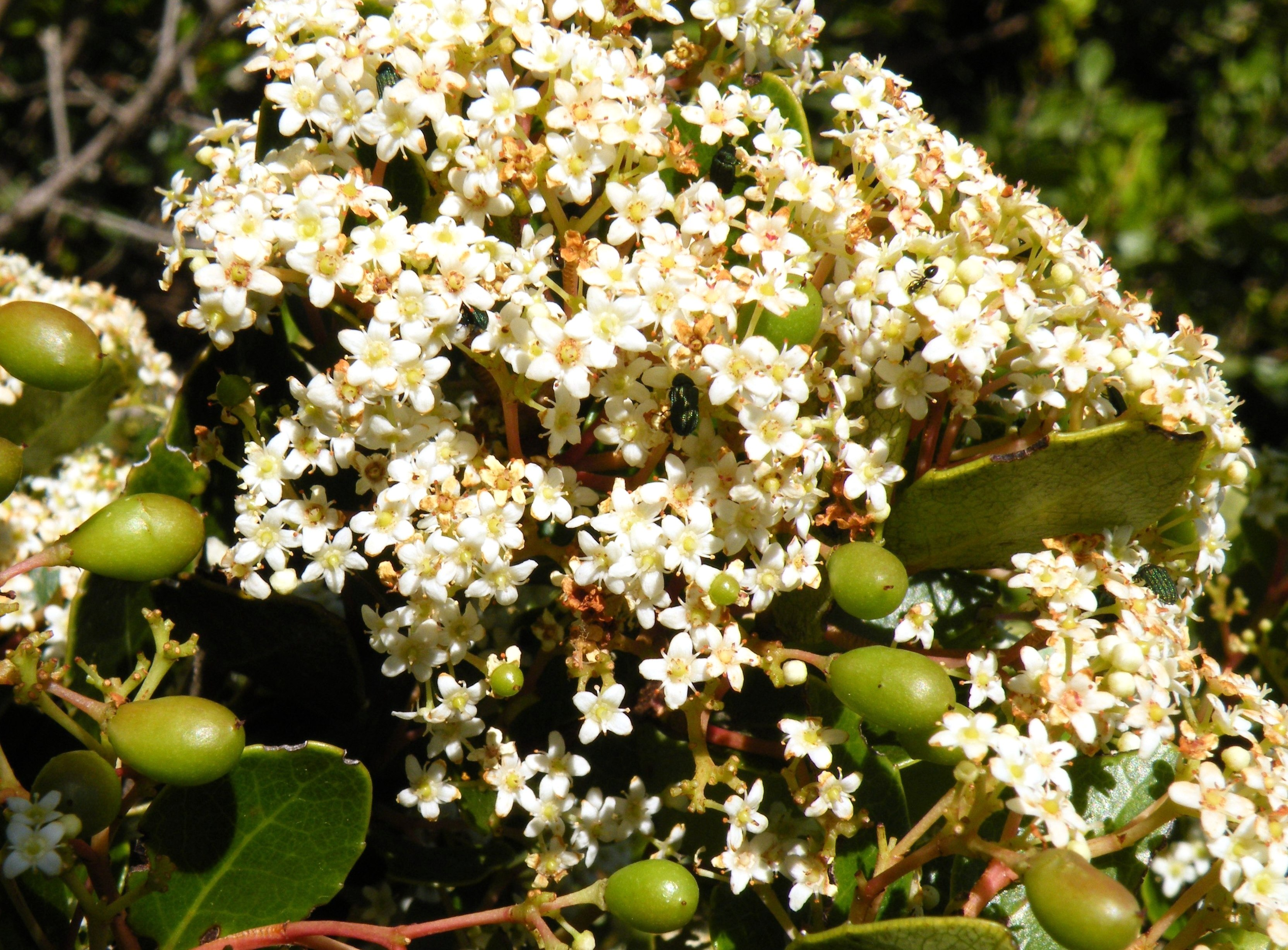
Cassine peragua

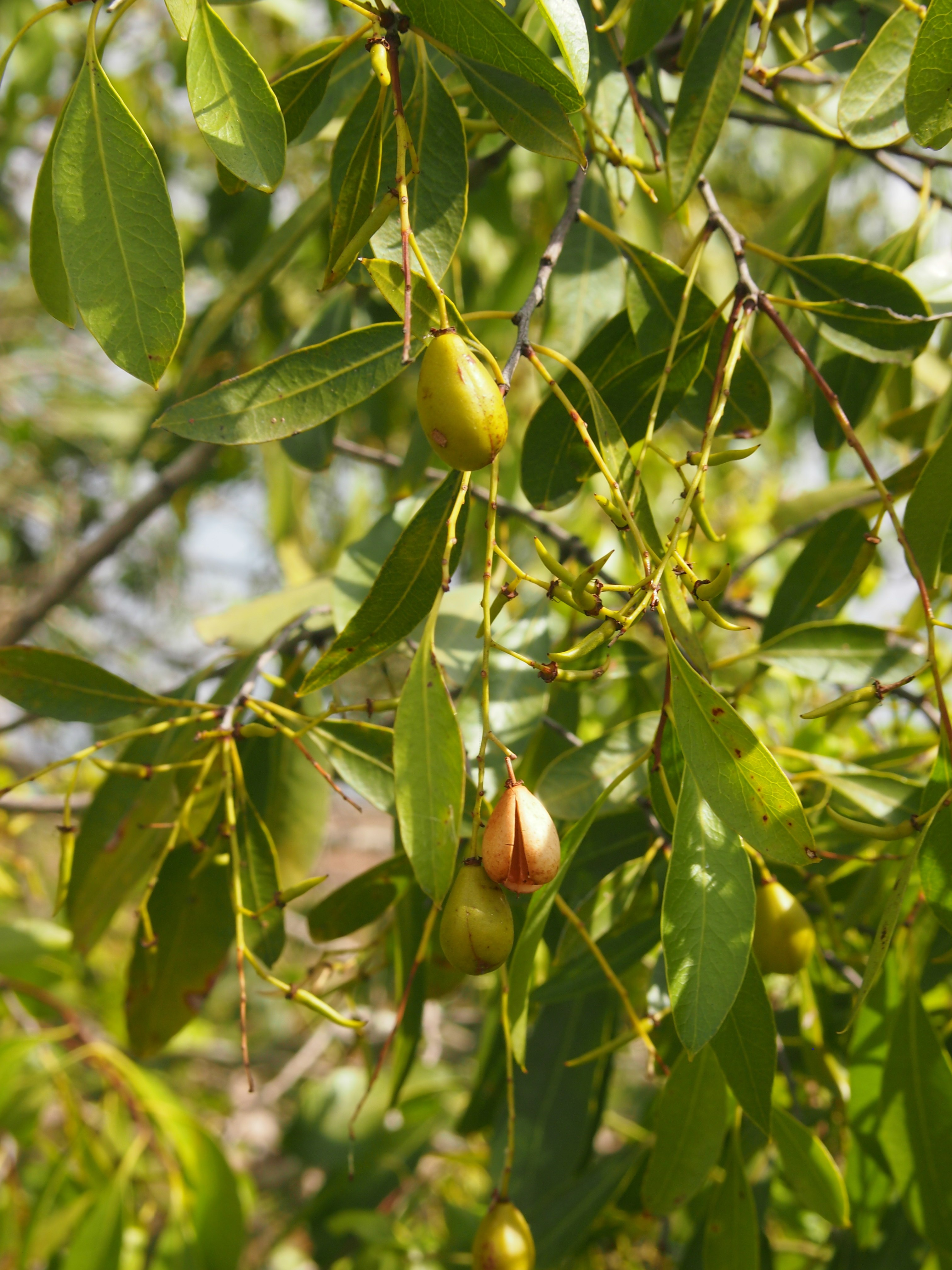
Denhamia oleaster

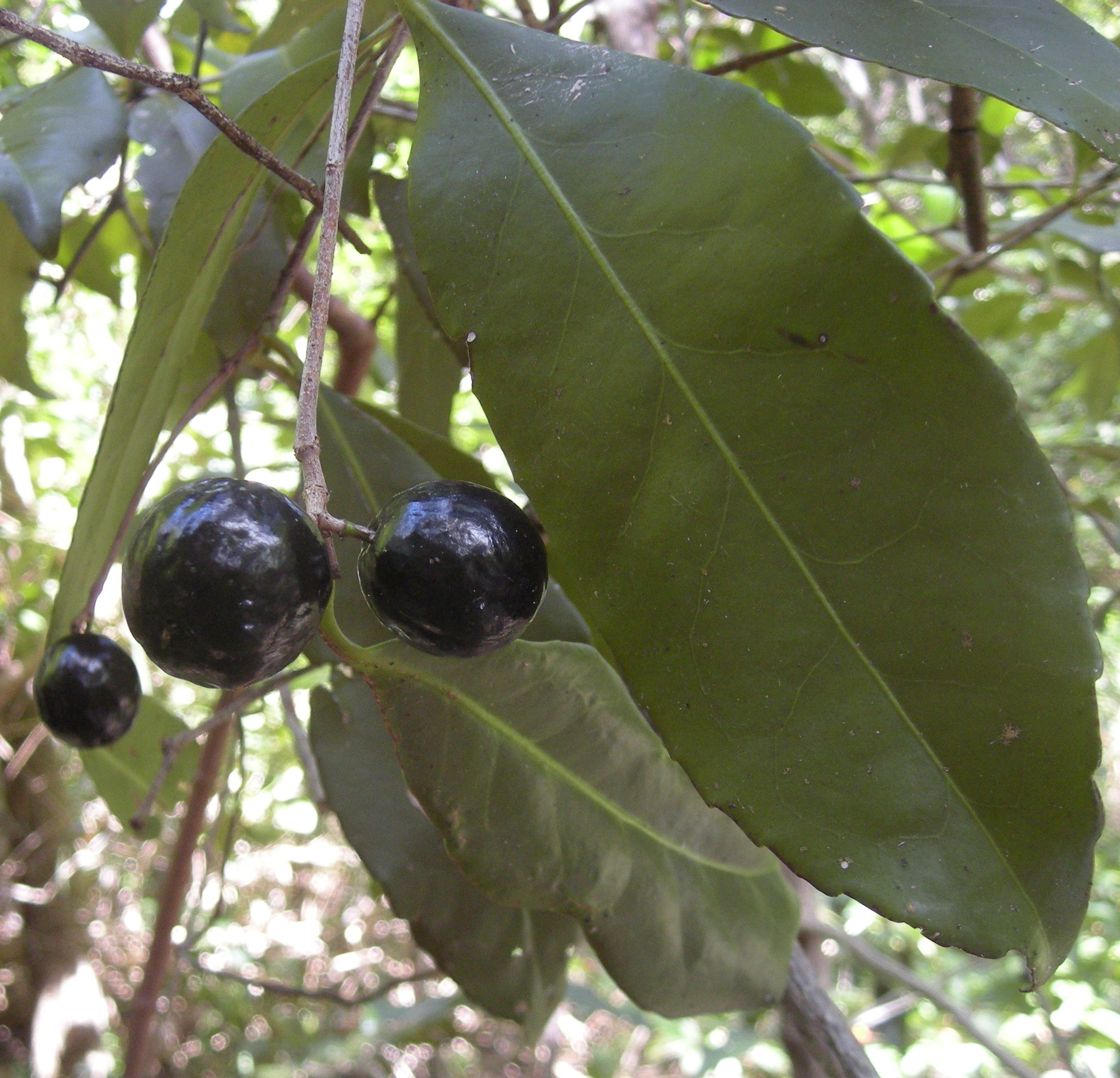
Elaeodendron melanocarpum

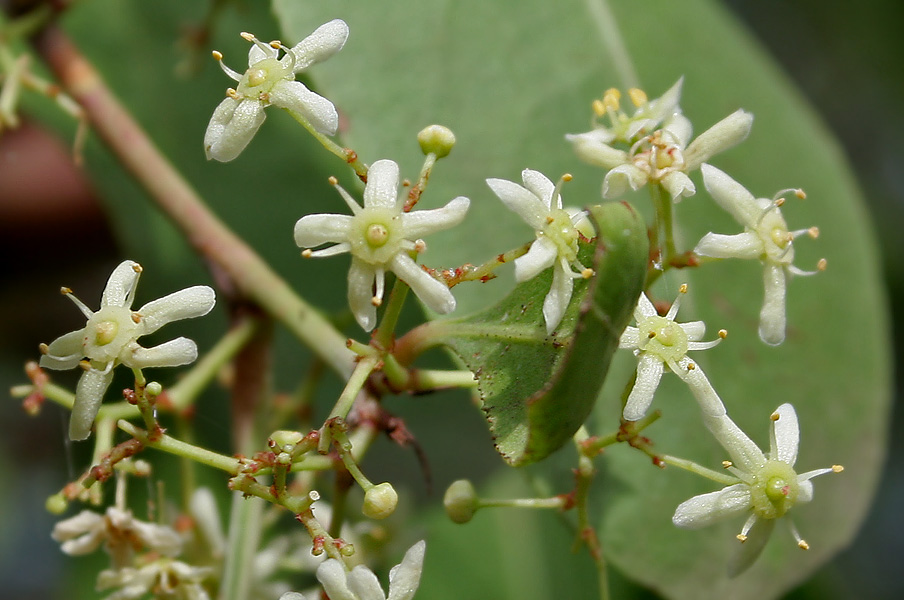
Gymnosporia montana

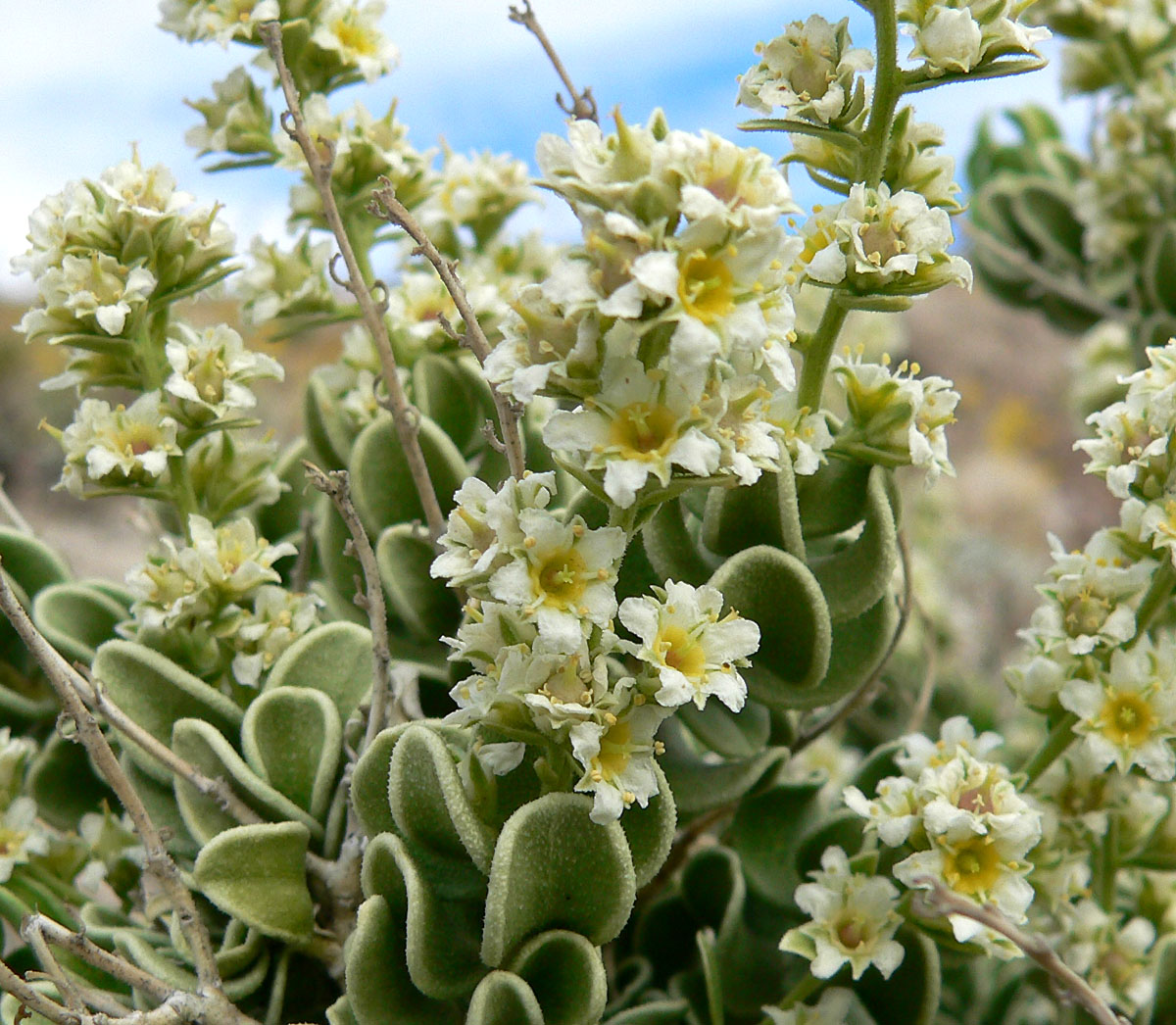
Mortonia utahensis

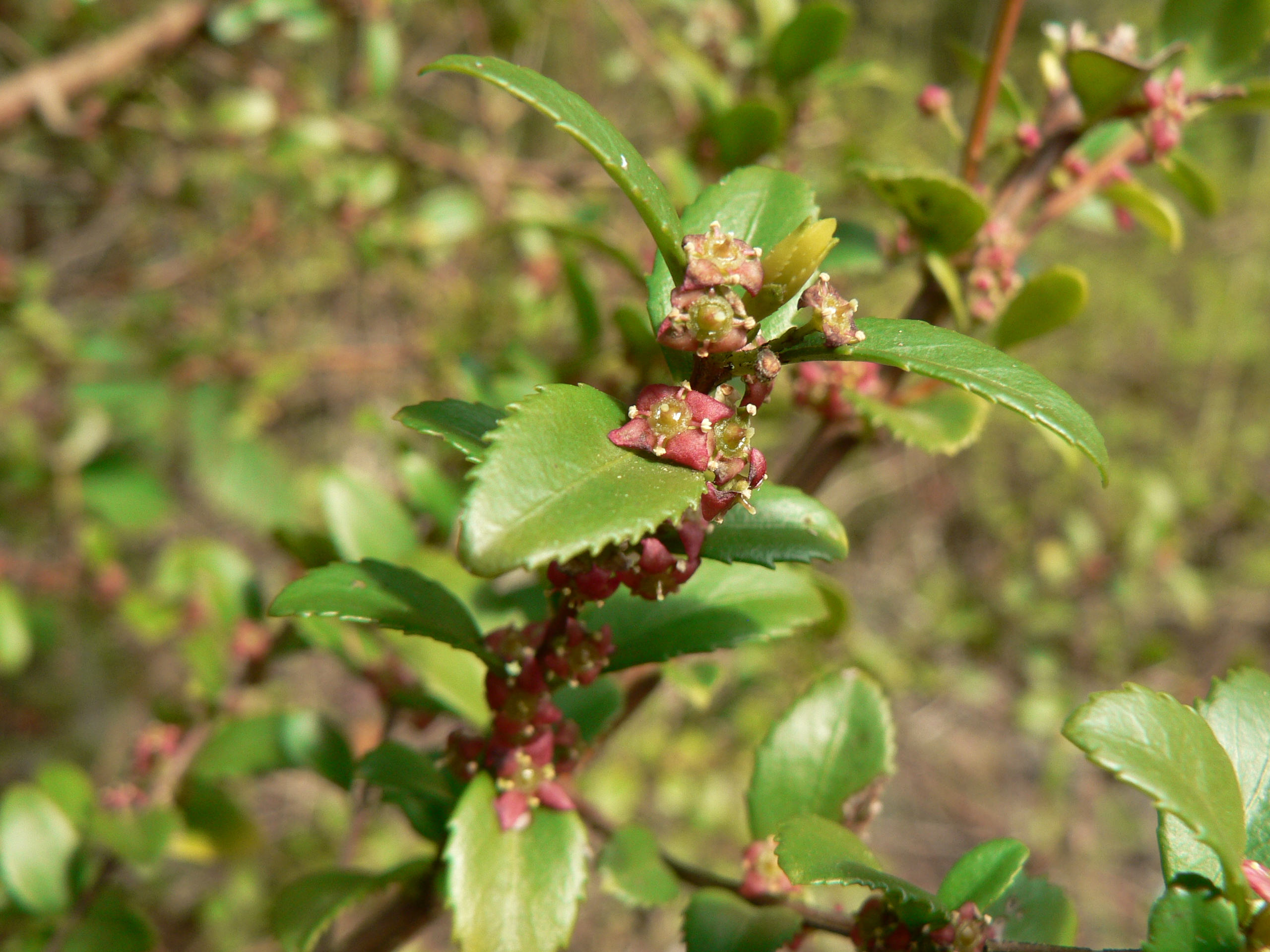
Paxistima myrsinites

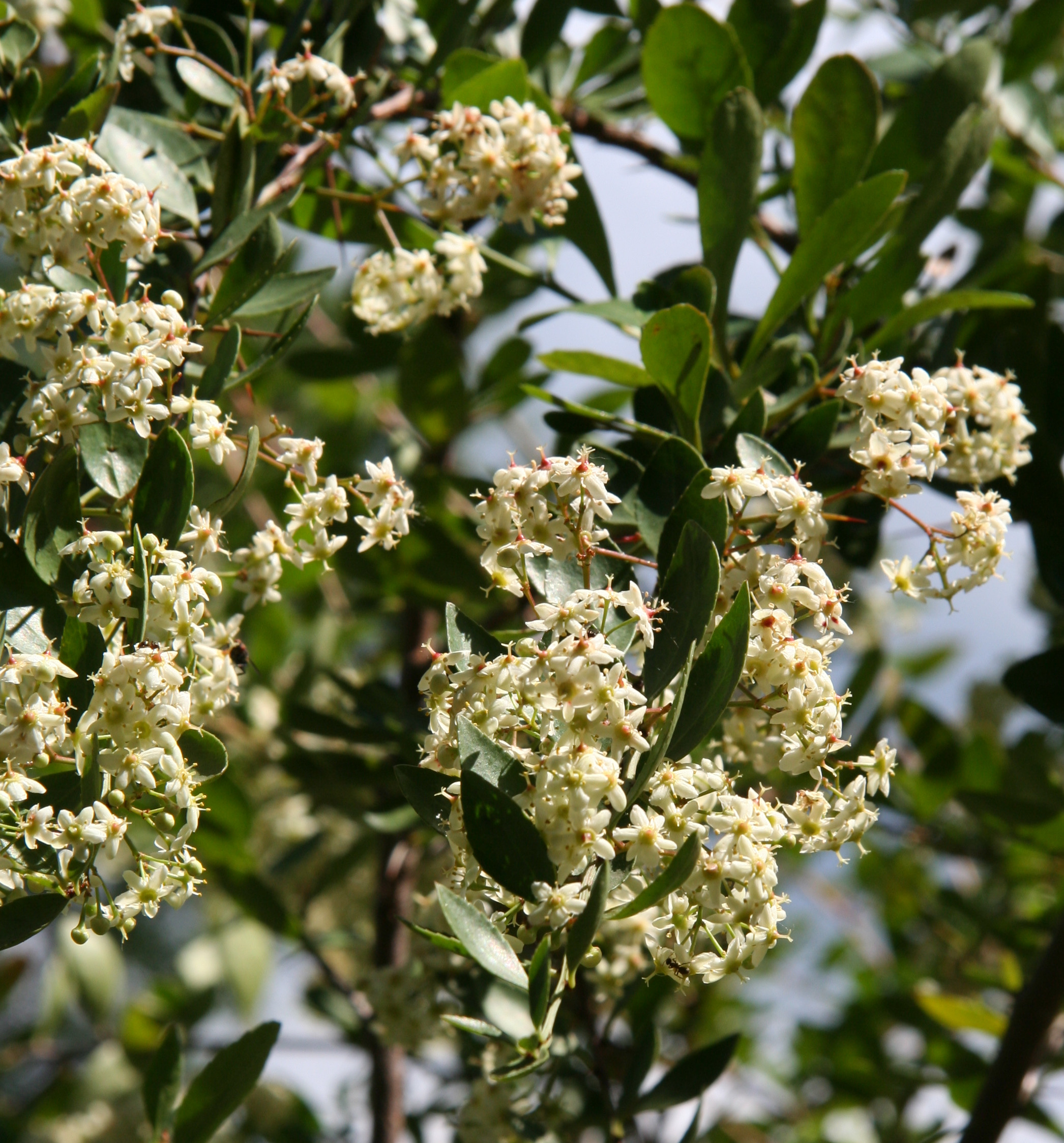
Putterlickia pyracantha

A kecskerágóformák (Celastroideae) a valódi kétszikűek Eurosids I kládjába sorolt kecskerágó-virágúak (Celastrales) rendjében a névadó  kecskerágófélék (Celastraceae)család névadó alcsaládja. Magyar nevét a kecskerágókról (Euonymus spp.) kapta, mivel mindkét hazai faja — (közönséges és bibircses kecskerágó — ebbe a nemzetségbe tartozik. Tudományos nevének adója viszont a trópusokon–szubtrópusokon elterjedt fafojtó (Celastrus) nemzetség.

## Származásuk, elterjedésük
A fajok elsöprő többsége a trópusokon él; jellemzően:
- az újvilági trópusokon,
- az ausztrál flórabirodalomban,
- az indo-maláj flórabirodalomban és
- a fokföldi flórabirodalomban.

Egyéb növényföldrajzi egységekbe (így hazánkba is) csak néhány faj jutott át.

## Megjelenésük, felépítésük
Fás szárú bokrok, fák vagy kúszónövények; jobbára élőhelyüknek megfelelően örökzöldek vagy lombhullatók.
A magyarországi fajok termését húsos magköpeny (arillus) borítja.

## Nemzetségeik
Az alcsaládba az egyes szerzők rendkívül változatos számú nemzetséget sorolnak; ezek száma az alcsalád nagyon tág értelmezéseiben eléri a 66-ot:
- Acanthothamnus egyetlen mexikói faj képviseli, az Acanthothamnus aphyllus
- Allocassine egyetlen faj, az Allocassine laurifolia, Dél-Afrika
- Apatophyllum öt ausztráliai faj.[1]
- Brassiantha egy faj, Brassiantha pentamera, Új-Guinea
- Brexia négy madagaszkári faj
- Brexiella két madagaszkári faj
- Canotia két észak-amerikai faj
- Cassine három dél-afrikai faj[2]
- Catha egy faj, a délnyugat-ázsiai és kelet-afrikai kat (Catha edulis)
- fafojtó (Celastrus) kb. 30 trópusi és szubtrópusi faj[3]
- Crossopetalum 40-50 faj
- Denhamia hét ausztráliai faj
- Dicarpellum négy faj
- Elaeodendron: 15-40 trópusi faj.[2]
- Empleuridium egy dél-afrikai faj, Empleuridium juniperinum
- Evonymopsis öt faj
- kecskerágó (Euonymus) kb. 130 faj, az egész világon elterjedt, ide tartoznak a magyarországi kecskerágók[3]
- Fraunhofera egy brazíliai faj, Fraunhofera multiflora
- Gloveria egy dél-afrikai faj: Gloveria integrifolia
- Glyptopetalum kb. 20 ázsiai szubtrópusi, trópusi faj.[3]
- Goniodiscus egy brazíliai faj, Goniodiscus elaeospermus
- Gyminda négy faj
- Gymnosporia kb. 80 trópusi-szubtrópusi faj.[3]
- Hartogiopsis egy madagaszkári faj, Hartogiopsis trilobocarpa
- Hedraianthera Ausztrália
- Hexaspora egy ausztráliai faj, Hexaspora pubescens
- Hypsophila három ausztráliai faj
- Kokoona nyolc ázsiai faj
- Lauridia egy dél-afrikai faj, Lauridia tetragona
- Lophopetalum 18 ázsiai faj
- Lydenburgia két dél-afrikai faj
- Maurocenia egy dél-afrikai faj, Maurocenia frangularia
- Maytenus kb. 220 faj
- Menepetalum hat új-kaledóniai faj
- Microtropis kb. 60 trópusi-szubtrópusi faj.[3]
- Monimopetalum egy kínai faj, Monimopetalum chinense
- Mortonia öt észak-amerikai faj
- Moya három dél-amerikai faj
- Mystroxylon egy afrikai faj Mystroxylon aethiopicum
- Orthosphenia egy mexikói faj Orthosphenia mexicana
- Paxistima két észak-amerikai faj
- Peripterygia egy új-kaledóniai faj Peripterygia marginata
- Platypterocarpus egy tanzániai faj Platypterocarpus tanganyikensis
- Plenckia négy dél-amerikai faj
- Pleurostylia öt trópusi faj
- Polycardia négy madagaszkári faj[4]
- Psammomoya két ausztráliai faj.[5]
- Pseudosalacia egy dél-afrikai faj Pseudosalacia streyi.
- Ptelidium két madagaszkári faj[4]
- Pterocelastrus négy dél-afrikai faj
- Putterlickia négy dél-afrikai faj
- Quetzalia 11 közép-amerikai faj
- Robsonodendron két dél-afrikai faj
- Rzedowskia egy mexikói faj, Rzedowskia tolantonguensis
- Salaciopsis hat új-kaledóniai faj
- Salvadoropsis egy madagaszkári faj Salvadoropsis arenicola[4]
- Sarawakodendron egy indonéziai faj Sarawakodendron filamentosum
- Schaefferia 23 amerikai faj
- Siphonodon hét ázsiai-ausztráliai faj
- Tetrasiphon egy jamaicai faj Tetrasiphon jamaicensis
- Torralbasia egy karib-tengeri faj Torralbasia cuneifolia
- Tricerma hét amerikai faj
- Tripterygium egy dél-ázsiai faj, Tripterygium wilfordii[3]
- Wimmeria 12 közép-amerikai faj
- Xylonymus egy új-guineai faj Xylonymus versteghii
- Zinowiewia 17 közép- és dél-amerikai faj

## Felhasználásuk
Egyes fajok faanyagot szolgáltatnak, másokat kertekben, parkokban dísznövénynek ültetnek. Némely fajokat bonszainak nevelnek.

## Fordítás
- Ez a szócikk részben vagy egészben  a   Spindelbaumgewächse című német Wikipédia-szócikk ezen változatának fordításán alapul.  Az eredeti cikk szerkesztőit annak laptörténete sorolja fel. Ez a jelzés csupán a megfogalmazás eredetét és a szerzői jogokat jelzi, nem szolgál a cikkben szereplő információk forrásmegjelöléseként.